# Eunyctibora nigrocincta
Eunyctibora nigrocincta är en kackerlacksart som först beskrevs av Robert Walter Campbell Shelford 1907.  Eunyctibora nigrocincta ingår i släktet Eunyctibora och familjen småkackerlackor. Inga underarter finns listade i Catalogue of Life.